# Tallafoc virtual

Exemple de funció del tallafoc: bloqueig de la comunicació de programari espia/adware des de l'interior cap a l'exterior. Permet enviar sol·licituds DNS i rebre respostes. Permet la comunicació HTTP amb el servidor WWW. Bloqueig d'atacs des de l'exterior als ports utilitzats per Microsoft Windows.

Un tallafoc virtual (VF) és un servei o dispositiu de tallafoc de xarxa que s'executa completament dins d'un entorn virtualitzat i que proporciona el filtratge i la supervisió de paquets habituals proporcionats mitjançant un tallafoc de xarxa físic. El VF es pot realitzar com un tallafoc de programari tradicional en una màquina virtual convidada que ja s'està executant, un dispositiu de seguretat virtual dissenyat específicament dissenyat tenint en compte la seguretat de la xarxa virtual, un commutador virtual amb capacitats de seguretat addicionals o un procés de nucli gestionat que s'executa a l'amfitrió i hipervisor.

## Rerefons
Mentre una xarxa informàtica s'executi completament sobre maquinari i cablejat físic, és una xarxa física. Com a tal, es pot protegir tant per tallafocs físics com per tallafocs ; la primera i més important protecció per a una xarxa informàtica física sempre va ser i continua sent una porta física, tancada amb clau i ignífuga. Des dels inicis d'Internet aquest va ser el cas, i els tallafocs estructurals i els tallafocs de xarxa van ser durant molt de temps necessaris i suficients.
Com que són xarxes reals, les xarxes virtuals poden acabar patint el mateix tipus de vulnerabilitats associades durant molt de temps amb una xarxa física, algunes de les quals són:
- Els usuaris de les màquines de la xarxa virtual tenen accés a totes les altres màquines de la mateixa xarxa virtual.
- El fet de comprometre o apropiar-se indegudament d'una màquina virtual en una xarxa virtual és suficient per proporcionar una plataforma per a atacs addicionals contra altres màquines del mateix segment de xarxa.
- Si una xarxa virtual està connectada a Internet a la xarxa física o a Internet més àmplia, les màquines de la xarxa virtual poden tenir accés a recursos externs (i exploits externs) que poden deixar-los oberts a l'explotació.
- El trànsit de xarxa que passa directament entre màquines sense passar per dispositius de seguretat no es supervisa.

## Operation
Els tallafocs virtuals poden funcionar de diferents maneres per proporcionar serveis de seguretat, segons el punt de desplegament. Normalment són en mode pont o en mode hipervisor (basat en hipervisor, hipervisor resident). Tots dos poden venir embolcallats com a dispositiu de seguretat virtual i poden instal·lar una màquina virtual amb finalitats de gestió.